# インスタカート
インスタカート（Instacart）は、食料品の即日配達サービスを運営する米国の企業。消費者はウェブアプリケーションを通じて様々な小売業者が販売する食料品を選び、個人のショッパーによって配達される。2017年時点で、インスタカートは米国で同種の事業とサービスを行う唯一の企業である。

## サービス
インスタカートのサービスは、主にiOSまたはAndroidプラットフォームで利用できるスマートフォンアプリを通じて提供され、同社のウェブサイトとは異なり 消費者はAndroid PayかApple Payで支払うことが出来る 。当初はインスタカートの「shopper(ショッパー)」は単純に店舗へ向かい、注文された商品を購入していた。配送料に加え店頭価格よりも10～20%割高であったが、事業が成長していくにつれインスタカートは様々な食料品企業との関係を築いていったことでインスタカートのユーザーは一部企業の食料品は店頭価格で購入できるようになった。

## 歴史
インスタカートはAmazonの元従業員Apoorva Mehtaにより創設された 。同社はサンフランシスコ、マウンテンビュー及びパロアルトでサービスを開始した 。2015年5月に投資家達によりスタートアップとしてのインスタカートの企業価値は20億ドルと評価された 。「クライナー・パーキンス・コーフィールド・アンド・バイヤーズ」「コムキャストベンチャーズ」「ドラゴニア・インベストメントグループ」「スライブ・キャピタル」「バリアント・キャピタル」「アンドレッセン・ホロウィッツ」、「コースラ・ベンチャーズ」、「セコイア・キャピタル」「Yコンビネーター」及びエンジェル投資家のマーティン・ロメロなどがインスタカートに投資をし、2015年1月時点で合計資金調達額は約2億7500万ドルに達した 。当時、フォーブス誌はインスタカートを「アメリカで最も有望な企業」と名付けた 。2016年、ホールフーズはインスタカートに出資し、提携を始めた
2015年4月にはインスタカートは約200人の従業員を雇用している。実際の購入と配送は主に個人契約者(ショッパーと呼ばれる)によって行われているが、新方針では一部のショッパーはパートタイム従業員になることができる 。2014年には、インスタカートは15都市(アトランタ、オースティン、ボストン、ボルダー、シカゴ、ヒューストン、ロサンゼルス、ニューヨーク市、フィラデルフィア、ポートランド、オレゴン、サンフランシスコ、サンジョーズ、シアトル及びワシントンD.C.)に拡大し、2015年には更に拡大を計画している 2015年9月、インスタカートは最初のCFOとしてラビ・グプタを雇用した
2016年9月に、インスタカートはシカゴ北部地域にサービスを拡大すると発表し 、2016年10月にはオレンジ郡とミネアポリスでもサービスを始めるとした 。2017年3月時点で、25州の1200の都市で構成される36の市場でサービスを行っている。25州の内訳はアリゾナ、カリフォルニア、コロラド、コネチカット、コロンビア自治区、フロリダ、ジョージア、イリノイ、インディアナ、メリーランド、マサチューセッツ、ミシガン、ミネソタ、ミズーリ、ネバダ、ニューハンプシャー、ニュージャージー、ニューヨーク、ノースカロライナ、オレゴン、ペンシルベニア、テネシー、テキサス、バージニア及びワシントンである 。2017年3月、セコイア・キャピタルが率いた4億ドルの大規模な新規資金調達においてインスタカートの企業価値が約34億ドルと評価された